# Iunie 2006
Acest articol este generat integral pe baza informațiilor din articolul 2006 și este actualizat periodic de un robot.
 Editările făcute în articol vor fi șterse la următoarea actualizare! Dacă doriți să faceți modificări, editați articolul-sursă.

ianuarie -
februarie -
martie -
aprilie -
mai -
iunie -
iulie -
august -
septembrie -
octombrie -
noiembrie -
decembrie
Iunie 2006 a fost a șasea lună a anului și a început într-o zi de joi.

## Evenimente

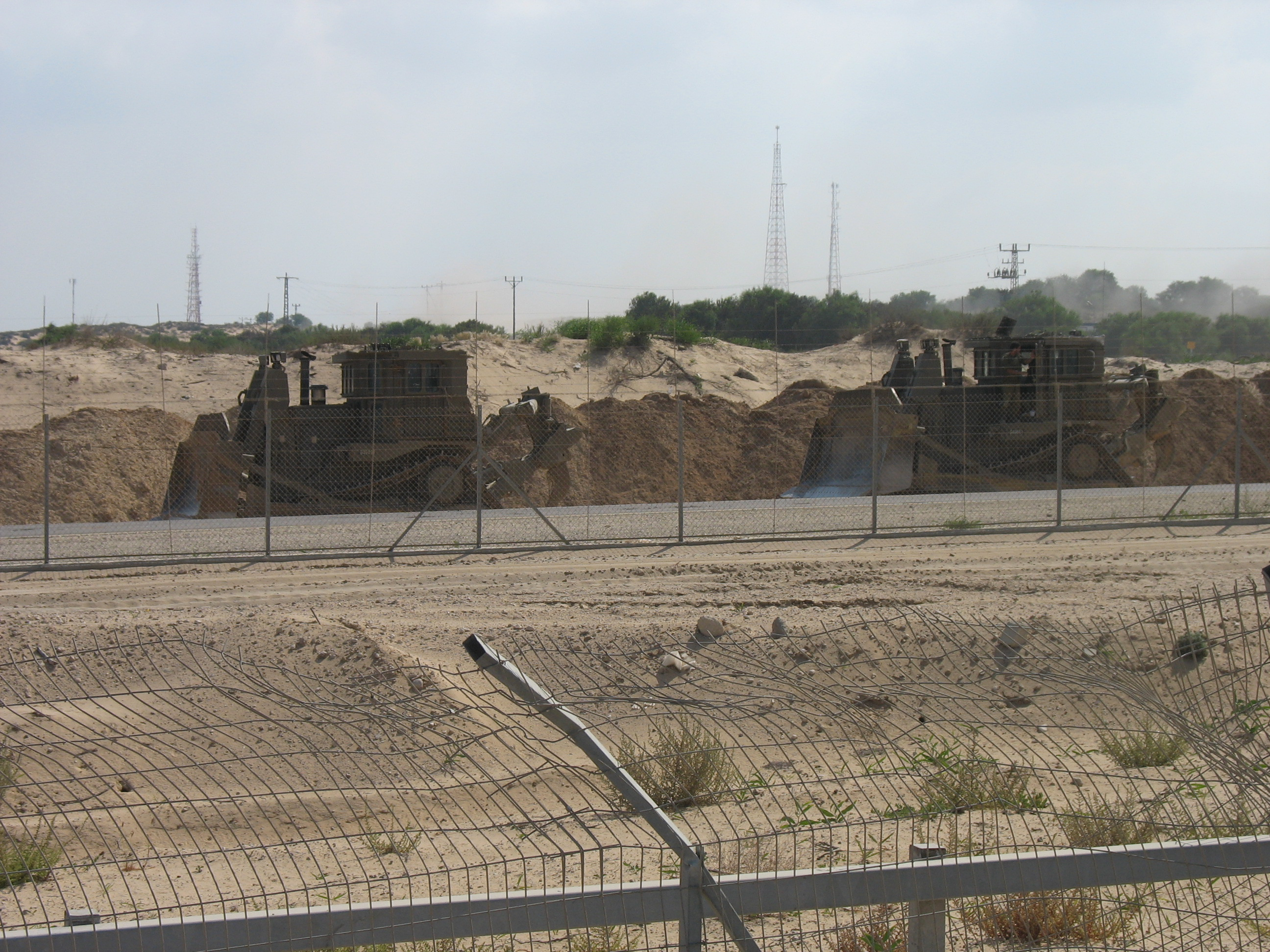
Război în Fasia Gaza

- 3 iunie: Muntenegru redevine stat independent, proclamându-și în mod oficial separarea de uniunea statală Serbia și Muntenegru, în urma referendumului popular desfășurat în 21 mai 2006.
- 5 iunie: Datorită rezultatelor slabe din alegerile municipale, Halldór Ásgrímsson, liderul Partidului Progresiv din Islanda demisionează din funția de prim-ministru al acestei țări. Geir Haarde îl urmează în funcție.
- 9 iunie: Începe Campionatul Mondial de Fotbal din Germania.

## Decese
- 1 iunie: Radu Bălescu, 73 ani, fizician român (n. 1932)
- 6 iunie: Vlada Barzin, 65 ani, poet sârb (n. 1940)
- 6 iunie: Billy Preston (n. William Everett Preston), 59 ani, muzician american (n. 1946)
- 8 iunie: Traian Tomescu, 85 ani, fotbalist și antrenor român (n. 1920)
- 10 iunie: German Goldenshteyn, 71 ani, evreu basarabean, clarinetist și colecționar al muzicii evreiești est-europene (n. 1934)
- 10 iunie: Solomon Moldovan, 87 ani,  evreu basarabean, jurnalist, scenarist și traducător sovietic moldovean (n. 1918)
- 16 iunie: Roland Boyes, 69 ani, politician britanic (n. 1937)
- 16 iunie: Barbara Epstein, 77 ani, redactor literar american (n. 1928)
- 16 iunie: Igor Śmiałowski, 88 ani, actor polonez de teatru și film (n. 1917)
- 17 iunie: Joaquim Miranda, 55 ani, politician portughez (n. 1950)
- 18 iunie: Gică Petrescu (n. Gheorghe Petrescu), 91 ani, interpret român de muzică ușoară și lăutărească (n. 1915)
- 19 iunie: Roberto Felice Bigliardo, 54 ani, politician italian (n. 1952)
- 20 iunie: Michael Herbert, 81 ani, politician irlandez (n. 1925)
- 24 iunie: Joaquim Jordà Catalá, 70 ani, regizor de film, scenarist, scriitor și traducător spaniol (n. 1935)
- 27 iunie: Emmerich Reichrath, 65 ani, scriitor român de etnie germană (n. 1941)
- 28 iunie: Romulus Zaharia, 76 ani, scriitor român (n. 1930)
- 29 iunie: Tadao Onishi, 63 ani, fotbalist japonez (n. 1943)
- 29 iunie: János Szász, 78 ani, scriitor, poet, jurnalist și traducător maghiar din România (n. 1927)